# Junk bond
 (octobre 2015).
Si vous disposez d'ouvrages ou d'articles de référence ou si vous connaissez des sites web de qualité traitant du thème abordé ici, merci de compléter l'article en donnant les références utiles à sa vérifiabilité et en les liant à la section « Notes et références ».
Junk bond, ou « obligation pourrie » en français, est l'appellation familière désignant aux États-Unis les obligations à haut risque, obligations qui sont classées comme spéculatives par les agences de notation, c’est-à-dire celles dont la notation financière est inférieure à l'investment grade :
- inférieure à Baa3 pour Moody's ;
- inférieure à BBB- pour Standard & Poor's et Fitch Ratings.

Autre désignation correcte de ces obligations : high-yield debt (« obligations à haut rendement »). En américain courant, junk veut dire « ordure », « de très mauvaise qualité ».

## Logique économique
L'existence d'un marché séparé mais actif de ces obligations vient de deux particularités du système financier américain :
- le recours à la levée de fonds directement sur les marchés de capitaux est fréquent chez les PME importantes américaines depuis la fin des années 1970, beaucoup plus qu'en Europe, où le financement de ce type d'entreprises reste effectué essentiellement par les banques ;
- parallèlement, de nombreux investisseurs institutionnels ont, par une réglementation interne ou externe, l'interdiction de détenir des actifs qui ne sont pas classés investment grade.

Pour les émetteurs, ce type de financement est moins onéreux qu'un emprunt bancaire.

## Histoire
Pendant longtemps, ce type de placement était réservé aux investisseurs institutionnels les plus audacieux, via un placement privé. Les junk bonds proprement dits sont apparus en 1977 quand la banque d'investissement Bear Stearns a organisé leur premier placement. Ils ont connu leur expansion aux États-Unis dans les années 1980, époque appelée aussi période des junk bonds et du krach de 1987.

## Croissance
Ils ont rapidement connu un essor très important. Dès 1983, ils représentaient un tiers de l'encours des obligations émises par l'ensemble des entreprises privées américaines. Ils servent  notamment à l'occasion de la généralisation des opérations de LBO, dont ils assurent  environ 25 % du financement. La banque d'investissement Drexel Burnham Lambert, dont le département High-yield était dirigé depuis 1973 par Michael Milken, surnommé le junk bond king, y était particulièrement active tout au long de la décennie.

## Crise de 1989
Le marché des obligations pourries a connu une grave crise en 1989, à la suite du défaut de plusieurs émetteurs. Entre le début de l'année et l'automne 1989, le rendement moyen des junk bonds passe de 450 points de base au-dessus de celui des emprunts d'État américains à plus de 1 000 points de base (c'est-à-dire 10 % de taux actuariel) au-dessus de celui des-dits emprunts d'État. Cette augmentation de 550 points de base de spread de crédit correspond à une baisse de 20 % des prix des emprunts.
Drexel a dû racheter des quantités considérables d'obligations à des investisseurs mécontents, ce qui a fini par provoquer sa faillite en 1990.
La crise de 1989 a eu des conséquences importantes pour le Crédit lyonnais, dont une filiale a pris le contrôle d'Executive Life dans le but principal de reprendre le portefeuille de junk bonds de cet assureur californien tombé en faillite justement à cause des moins-values sur ce portefeuille.

## Crise de 2001
À l'occasion des effets conjugués :
- du dégonflement de la bulle Internet, de la baisse des marchés boursiers et du ralentissement économique qui ont suivi ;
- des attentats du 11 septembre 2001 ;
- et de la crise économique argentine ;

les junk bonds ont connu un mouvement de spread de crédit pendant l'automne et l'hiver 2001 équivalent à celui de 1989.

## Crise économique à partir de 2008

### Crise initiale aux États-Unis
Les prêts hypothécaires américains (subprime) furent, à partir de l'été 2007, l'élément déclencheur de la crise financière qui a entraîné la crise économique de 2008. Après une légère accalmie en 2010, cette crise reprend en 2011 à travers le problème considérable, et accumulé depuis plusieurs décennies, de la dette publique des États-Unis. La titrisation de ces créances consistait à les regrouper par paquet provenant de plusieurs États américains, de façon à permettre en théorie une diversification du risque en une obligation appelée ABS revendue à un rehausseur de crédits. Par la titrisation (prêts agglomérés pour être transformés en obligations vendues à des investisseurs CDO), la banque pouvait ainsi sortir le prêt de son bilan et évitait d'immobiliser cette réserve de fonds propres. Ainsi, elle pouvait continuer à placer de nouveaux crédits, mais elle alimentait un processus qui n'était pas encore qualifié de bulle immobilière.

### Crise grecque de 2010
La dette publique du pays est une obligation pourrie selon les agences de notation Standard & Poor's et Moody's.[réf. nécessaire]